# 梵英心
梵 英心（そよぎ えいしん、1980年10月11日 - ）は、広島県三次市出身の元プロ野球選手（内野手、右投右打）、プロ野球コーチ。

## 経歴

### プロ入り前
実家は浄土真宗本願寺派専法寺。永川勝浩とは三次市の同じ少年野球チームに所属した幼なじみ。高校時代も1度だけ公式戦で対戦があり、この時は3打数3安打だった。しかし大学野球時代は永川から1本もヒットを打てなかった。三次高校時代は、2年夏のベスト16が最高、3年夏は2回戦敗退(広島工に惜敗)。東都大学野球の駒澤大学に進学し、2年秋からレギュラー。4年春に最下位となってチーム初の2部降格を経験。1部リーグ通算42試合に出場、141打数33安打、打率.234、2本塁打、11打点を記録。駒大では2学年先輩に武田久、1学年先輩に稲田直人と川岸強と前田大輔、1学年後輩に古谷拓哉、2学年後輩に服部泰卓、3学年後輩に新井良太がいた。卒業後は、社会人野球の日産自動車に入社。第76回都市対抗野球大会ではチームの準優勝に大きく貢献。首位打者を獲得し、久慈賞を受賞した。その年オランダで行われたIBAFワールドカップでは日本代表に選ばれ、2005年度社会人野球ベストナインを受賞した。
2005年のNPB大学生・社会人ドラフト会議で、地元球団の広島東洋カープから3巡目で指名。契約金1億円、年俸1400万円（金額は推定）という条件で入団した。入団当初の背番号は32。

### 広島時代
2006年は、オープン戦の活躍で開幕一軍を勝ち取り、ナゴヤドームで中日ドラゴンズとの開幕戦に6番・二塁手でスターティングメンバーに抜擢される。カープでの新人開幕スタメンは1969年の山本浩司以来37年ぶり。更に1961年の山本一義以来45年ぶりのヒットも放った。アマチュア時代は遊撃手だったが、プロ入団後は二塁手の守備にも就くようになった。プロ入り当初は強肩と俊足を生かし守備範囲は広かったが、捕球→送球の動作が俊敏でなかった為、遊撃手の見せ場の一つである間一髪のダブルプレーがアウトにできなかった。
開幕直後は攻守にミスが目立ったが、マーティ・ブラウン監督が辛抱強く起用し続けた結果、開幕当初1割にも満たなかった打率を3割近くに上げ、好守も見せるようになるなど短期間で攻守ともに急成長。また得点圏打率は3割5分を超え、狭い広島市民球場を本拠地とする右打者ながら両リーグ通じて単独トップとなる8本の三塁打を放った。盗塁もチームトップの13個。東出輝裕と二遊間を守り、広島打線の1、2番コンビとして定着した。7月13日の阪神タイガース戦（甲子園球場）で先制ソロに適時打を含む2二塁打を放ち、守備ではファインプレーも飛び出し、その日のお立ち台に立った。そのヒーローインタビューで、試合中マウンドへ寄った（投手・黒田博樹）時のことを聞かれて「黒田さんがワンパターンなリズムで投げてたので間を置きたかった」と新人にもかかわらず大胆な発言をした。9月7日の横浜戦（下関球場）でエンタイトル二塁打を放ち、1958年に小坂佳隆が記録した新人安打数球団記録（112本）を48年ぶりに更新した。しかし、9月26日の試合前の練習中、コーチのノックがイレギュラーして右目を直撃、検査の結果「右眼窩部打撲」と診断され登録抹消。横浜・吉村裕基、中日の佐藤充と争ってきた新人王争いにはまだまだアピールが必要であり、また、新人でありながらチームの攻守の要であるため梵本人は勿論、チームにとっても非常に痛い戦線離脱であった。その日はベンチ裏で人目もはばからず号泣。そして10月14日の阪神戦で復帰し、8回に代打出場。そのまま守備に就き、打球も無難に処理しファンを安堵させる（守備時には未だ赤い目に防御用ゴーグルを着用であった）。
最終的には打率.289、安打数130という結果でルーキーシーズンを終えた。その結果、横浜の吉村裕基に倍以上の票差をつけて入団会見での公言通り、2006年度の新人王獲得。広島の新人王は1997年の澤崎俊和以来9年ぶり、野手では1984年の小早川毅彦以来2人目である。同学年（松坂世代）で二遊間を組む東出と2人でゴールデングラブを受賞することを目標とし、秋季キャンプで東出と常に行動を共にするなど、息を合わせるようにしていた。
オフに背番号を6に変更。また、実家であるお寺を、ブラウン監督が直々に訪れている。12月16日に男児が誕生する。梵の新人王受賞を記念して、地元三次市の白蘭酒造が清酒『英心』を発売した。720mlの本醸造酒で、梵英心のサイン入りポストカードが1枚付いている。2006-2007のオフにローカルラジオ番組DO THE CARPにてDJの一人を務める。その際リスナーからDJ名が公募され、「DJ-Ashin」と名付けられた。
2007年は、バットを前年よりも長く持ち、長打も狙って行くスタイルに切り替えを図ったのが功を奏してか、18本塁打を記録。しかしポップフライや三振が増える等、1番打者としては淡白な打撃になった。シーズン後半には6番として出場するなど、長打力を活かした配置転換を試され、前年に比べて大きく打撃スタイルが変化した。ただし打率こそ大きく落ちたものの安打数は前年に比べて増えており（打席数が増えたことも要因ではあるが）、四球数も前年27個に対し、51個選んだ。これは長打力の向上や1年目の活躍により相手投手から警戒され、コーナーをつく球が増えたこと、それを見極める力が向上したことによる。
守備面も向上を見せ、ショートとしては両リーグ唯一の100併殺を達成。失策はショートではセ・リーグ最多だったが、RF（レンジファクター）（守備率を参照）は両リーグでも1位だった。
2008年は、開幕を2番打者として迎えるが、開幕から前年以上の低打率に陥り、また長打もほとんど出なくなる。4月末にプロ入り初の不調が原因による二軍落ちを経験。一軍復帰後は打順を7番・8番などの下位に下げて起用されたものの、夏場には打率2割を切るまでに至り、再び二軍落ちを余儀なくされる。調整を経てすぐに一軍に復帰したものの、新人の小窪哲也に正遊撃手のポジションを奪われ出場機会は大きく減少した。最終的に97試合の出場で打率.223、1本塁打、17打点、8盗塁と、あらゆる部門で自己最低の成績に終わった。守備面ではエラーこそ多かったものの、RFを発展させたRRFでは鳥谷敬をわずかにしのぎセ・リーグ1位であった（ただし、鳥谷より出場試合は40試合以上少ない。また両リーグ合わせると金子誠がトップ）。
2009年は、横浜から石井琢朗が加入し、遊撃手のポジション争いが激化するが、首脳陣からの期待は大きく、開幕戦で3番に抜擢される。開幕直後は下位を打ったり、石井と併用されたりもしたが、交流戦から1番を打つ機会が増えると調子を取り戻し、チームも交流戦の優勝争いを演じる。しかし、交流戦が終わりセ・リーグ相手になると再び打てなくなり下位を打つ機会が増え、結局8月上旬の試合直前に「チーム事情」による突然の二軍落ち。前年同様、小窪に正遊撃手を奪われてしまった。二軍でも昇格を大きくアピールするだけの成績は残せずこの年一軍復帰は無かった。出場試合数は前年を更に下回る73試合に終わり、打撃成績も長打の数や盗塁を除けば前年とほとんど変わらない成績に終わる。
野村謙二郎を新監督に迎えた2010年は、小窪とのポジション争いが注目される中、オープン戦では打率.227と振るわなかったものの、両リーグ1位の8盗塁を記録し、開幕を2番・遊撃手で迎える。シーズンに入ると3割前後の打率を維持し、1番東出輝裕と共に不動のリードオフマンとして低迷するチームの中で気を吐いた。東出の故障による離脱後は1番打者を務め、チーム唯一の全試合出場を果たすなど、シーズン終了まで安定した活躍を見せた。3年ぶりの規定打席に到達するとともに初の打率3割を達成。また13本塁打を打ち長打力が戻り、3年ぶりの2桁本塁打となった。横浜ベイスターズの石川雄洋に競り勝ち、自己最高の43盗塁を記録し、チームでは1997年の緒方孝市以来13年ぶりとなる盗塁王を獲得した。更にリーグ4位の36犠打、自身初のゴールデングラブ賞も受賞するなど、過去2年の不振からの完全復活を果たしたシーズンとなった。なお、この年の梵を最後にセ・リーグにおいてシーズン40盗塁以上を記録した選手は一人も現れていない。

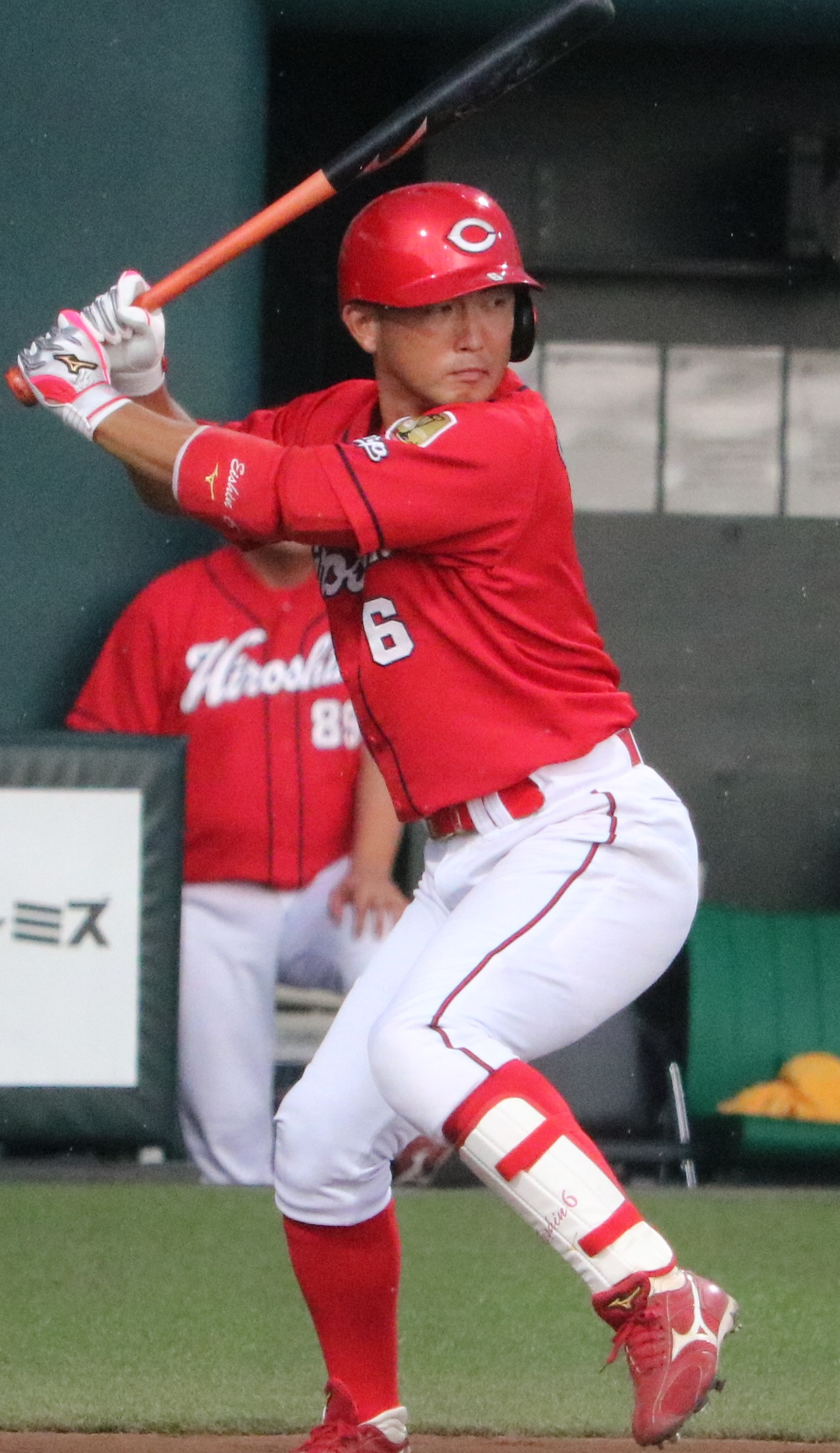
打席での梵(2017/7/28　ウエスタン・リーグ)

2011年も開幕から遊撃手のレギュラーとして起用されるが、6月29日の試合中に自打球が左膝に直撃し、膝蓋骨骨挫傷で長期離脱となった。8月23日には二軍の試合に復帰したがすぐに痛みが再発し、本格的な練習を再開できないままシーズンを終えた。
2012年は、膝の怪我から復帰して再び遊撃手のレギュラーに定着し、この年のチーム内では2番目に多い137試合に出場した。
2013年は、膝の状態に配慮して安部らと併用されたため、遊撃手としての先発出場は105試合にとどまり規定打席にはわずかに届かなかったが、安定した守備、得点圏打率.317を残すなど勝負強い打撃を見せた。12月2日、東出輝裕に代わり新たにチームの選手会長に就任した。
2014年は、シーズン前半こそ不調だったが、夏場に入り7，8月に続けて月間3割を記録するなど復調。また同時期より田中広輔の台頭や膝の負担軽減目的により、プロ入り後初となる三塁手での起用が中心になった。最終的に前年とほぼ変わらない出場数を記録したが、打率は.269と落とした。
2015年は、開幕から打率．196と不調だった。5月に打率．359と調子を上げたものの、それ以降は調子を徐々に下げていき、特に9月は打率．056となり、9月24日の登録抹消、以後一軍登録は無かった。打撃不振での登録抹消は約6年ぶりとなった。最終的に打率.237、6本、27打点と4年ぶりに打率.240台を切り、打点も4年ぶりに40打点を切った。
2016年は自主トレで山籠もりを行うなど精力的に調整を行ったが、春季キャンプは二軍スタートとなった。田中広輔の台頭もあり一軍初昇格が8月28日までずれ込んだ。大半を二軍で過ごし、プロ入り最少の7試合しか出られず初の無安打に終わった。
2017年は、プロ入り後初めて一軍公式戦での出場機会が無かった。10月3日には、NPB他球団での現役続行を視野に、自由契約扱いで広島から退団することを発表。広島の選手としては、9月28日のウエスタン・リーグ最終戦（甲子園での阪神戦）7回表に代打で放った適時打（1安打・1打点）と、後続打者の安打による1得点が公式戦最後の記録になった。12月2日付で、NPBから自由契約選手として公示された。

### 広島退団後
2017年11月15日に地元のマツダスタジアムで行われた12球団合同トライアウトへ参加しない一方で、アジア圏や欧米でのプレーも視野に入れながら、プロ野球選手としての現役続行を模索していた。しかし、NPBの他球団から獲得のオファーを受けるまでには至らず、日産自動車時代の先輩・養父鐵（元ソフトバンク投手）の勧めで2018年の春先に視察したアメリカの独立リーグでも進展がなかった。
その一方で、人材派遣やアスリートのマネジメント業務を手掛けるエイジェックの傘下企業とつながりがあったことや、エイジェックが2018年1月に栃木県内で男子硬式野球部を創部（同年2月に栃木県野球連盟へ加盟）したことを背景に、同社から入社を打診。その結果、「NPBでのプレー（を再開）したい気持ちはあるが、比重は（広島からの退団当初より）小さくなりつつある。（自分は）社会人野球で育てられたので、（社会人球界へ）少しでも恩返しができればしたい」との思いに至った。
2018年6月1日付で、エイジェックに正社員として入社。選手兼任コーチとして、同社の硬式野球部に加わった。
2019年からは、エイジェックに在籍したまま、広島OBの立場で野球解説者としても活動。J SPORTSやDAZNの広島戦中継に、ゲスト解説者とし随時出演している。
2019年10月11日、選手として現役を引退することを自身のブログで発表した。現役引退を機にエイジェック男子硬式野球部のコーチも退任し、2020年以降は同社スポーツ部門で小中学生が対象のアカデミーで指導などに携わる一方で、野球解説者としての活動も続ける。
広島時代のチームメイトで同郷・三次市出身で幼馴染だった永川勝浩も同年に現役を引退していたことから、2人の同級生ら約30人が実行委員会となって2人の引退セレモニーが計画され、2019年12月14日に三次きんさいスタジアムにて開催された。また、同25日には梵の所属事務所・RIGHTS.が主催となってグランドプリンスホテル広島にて「梵英心×永川勝浩スペシャルディナートークショー」も開催され、広島時代のチームメイトで同学年の江草仁貴や鞘師智也、3学年下の天谷宗一郎も参加した。

### 現役引退後

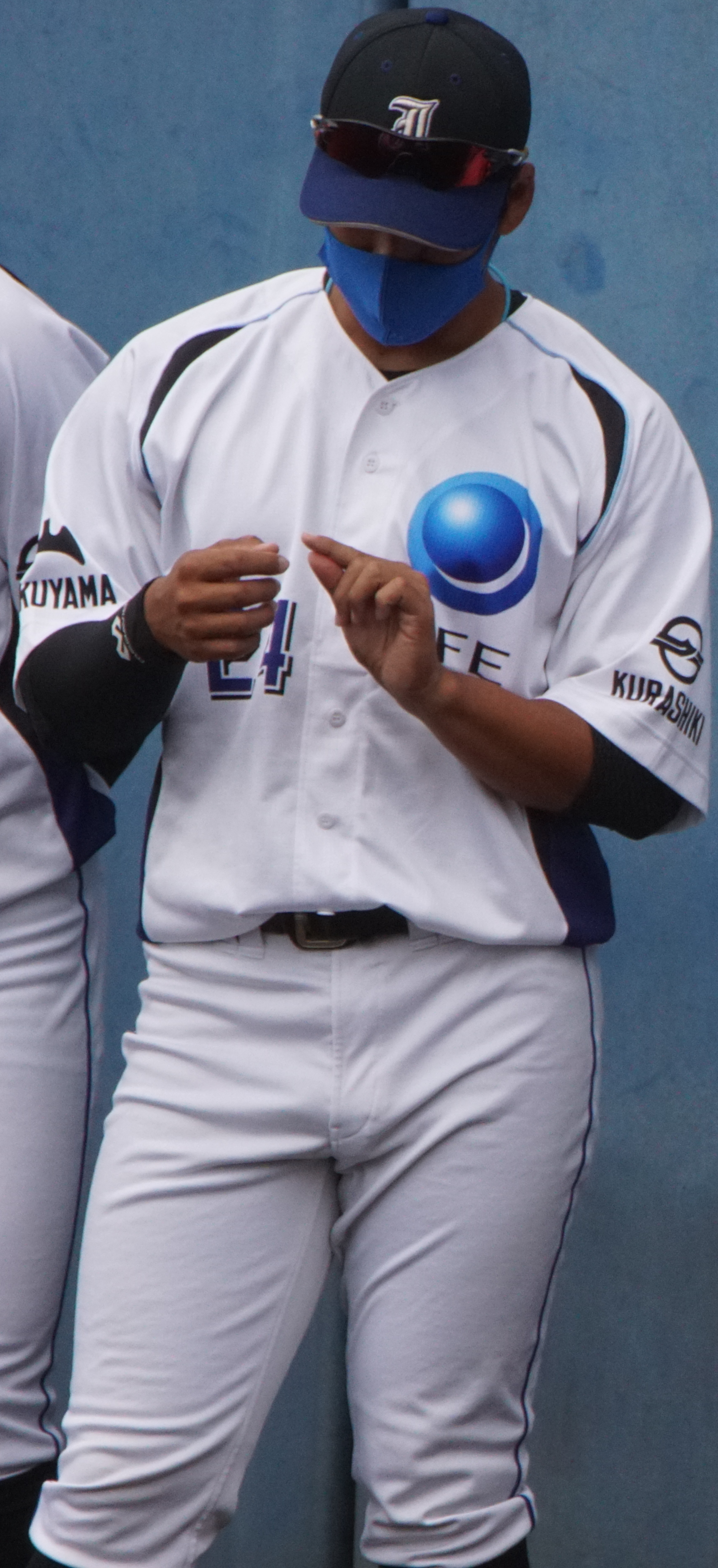
2020年10月4日

2020年、引き続きエイジェックに在籍しつつ、広島県を本拠地とする社会人野球チームのJFE西日本硬式野球部のコーチに就任することを発表した。
2021年、11月26日から、オリックス・バファローズの打撃コーチに就任することが発表された。背番号は77。当初は一軍打撃コーチに就任すると発表されたが、後にコーチに一軍・二軍の区別をなくしたため、役職名は打撃コーチとなった。
2022年11月7日、オリックス・バファローズ内野守備・走塁コーチへの配置転換が発表された。
2023年、前述のオリックスコーチ業と並行して、2023 アジア プロ野球チャンピオンシップ 日本代表に招聘され、同じく内野守備・走塁コーチを務めた。
2024年も引き続きオリックス内野守備・走塁コーチを務めたが、同年10月7日、契約満了に伴いオリックスを退団する事が球団より発表された。その後、阪神タイガースより打診を受け、2025年より同球団二軍打撃コーチに就任する事が10月21日に発表された。背番号は引き続き77。

## 選手としての特徴
“走攻守”三拍子揃った内野手。打撃面では、強いリストを生かしたパンチ力と粘り強さが持ち味。広島入団後は、基本に忠実かつ正確無比な内野守備を評価され、若手選手らの手本となっている。
2011年の左膝への自打球の影響で、手術を行った2012年オフに自身のプレースタイルを見つめ直し、打撃面では、基本的な理論を度外視した左足を軸足とするフォームに変更、走塁・守備面では、「無理をしない」と心掛けるようになった。
森本稀哲は上原浩治の公式YouTubeチャンネルに出演した際、松坂世代ベストナインの遊撃手として梵の名前を挙げている。

## 人物
実家は江戸時代初期から続く浄土真宗本願寺派専法寺である。そのため2006年の春季キャンプの紅白戦で初本塁打を放った時には、嶋重宣や福井敬治から合掌で出迎えを受けていた。
梵姓は仏教用語に由来し、真宗僧侶が明治期になって名字を公称する際に命名した奇姓の一つである（ほかに「禿（かむろ、かぶろ）」姓など）。読み方のそよぎは梵の父親によると、「祖先がなぜ“そよぎ”と読んだかは分からない。ただ“凡”を“風”にとらえ、“林”に“風”が吹いて“そよぐ”としたのでは。頓知が効いた人だったかも」とのことである。ただ「梵」を「そよぎ」となかなか読んで貰えず、本人曰く「（梵語〔ぼんご〕の読みから）ボンちゃんと呼ばれてもしょうがないスよね」とのこと。なお、チーム内ではブラウン元監督発祥の「ヨギ」という呼称が広まっているという。本人は、親戚以外で同姓の人には会ったことが無いという（プロ野球ai・2006年5月号より）。
NPBでは2000安打を目標に置いていたが、広島時代の11年間に一軍の公式戦で放った安打数は990本だった。また、広島への入団当初に背番号32をあてがわれたことから、（大学の先輩である野村謙二郎が現役時代に付けていた）背番号7を付けることも目標に挙げていた。しかし、2007年の背番号変更以降は、2017年に退団するまで6を着用した。
趣味は料理、好きな言葉は「ポジティブ」・「前向き」。好きな食べ物は焼肉。

## 詳細情報

### 年度別打撃成績
| 年 度      | 球 団      | 試 合 | 打 席 | 打 数 | 得 点 | 安 打 | 二 塁 打 | 三 塁 打 | 本 塁 打 | 塁 打 | 打 点 | 盗 塁 | 盗 塁 死 | 犠 打 | 犠 飛 | 四 球 | 敬 遠 | 死 球 | 三 振 | 併 殺 打 | 打 率 | 出 塁 率 | 長 打 率 | O P S |
| ---------- | ---------- | ----- | ----- | ----- | ----- | ----- | -------- | -------- | -------- | ----- | ----- | ----- | -------- | ----- | ----- | ----- | ----- | ----- | ----- | -------- | ----- | -------- | -------- | ----- |
| 2006       | 広島       | 123   | 494   | 450   | 78    | 130   | 20       | 8        | 8        | 190   | 36    | 13    | 5        | 12    | 2     | 27    | 0     | 3     | 62    | 8        | .289  | .332     | .422     | .754  |
| 2007       | 広島       | 136   | 588   | 519   | 69    | 135   | 20       | 4        | 18       | 217   | 56    | 20    | 6        | 8     | 4     | 51    | 2     | 5     | 95    | 7        | .260  | .330     | .418     | .748  |
| 2008       | 広島       | 97    | 318   | 287   | 23    | 65    | 11       | 0        | 1        | 79    | 17    | 8     | 5        | 3     | 2     | 23    | 2     | 3     | 50    | 7        | .226  | .289     | .275     | .564  |
| 2009       | 広島       | 73    | 264   | 241   | 28    | 54    | 9        | 4        | 2        | 77    | 19    | 14    | 3        | 3     | 1     | 18    | 1     | 1     | 37    | 4        | .224  | .280     | .320     | .599  |
| 2010       | 広島       | 144   | 659   | 562   | 82    | 172   | 34       | 3        | 13       | 251   | 56    | 43    | 14       | 36    | 4     | 53    | 0     | 4     | 80    | 4        | .306  | .368     | .447     | .815  |
| 2011       | 広島       | 52    | 232   | 192   | 34    | 41    | 7        | 2        | 2        | 58    | 11    | 8     | 4        | 14    | 1     | 23    | 0     | 2     | 34    | 2        | .214  | .303     | .302     | .605  |
| 2012       | 広島       | 137   | 575   | 499   | 52    | 122   | 21       | 3        | 10       | 179   | 52    | 14    | 8        | 19    | 6     | 50    | 4     | 1     | 70    | 7        | .244  | .311     | .359     | .670  |
| 2013       | 広島       | 117   | 427   | 359   | 53    | 109   | 27       | 0        | 6        | 154   | 42    | 6     | 5        | 23    | 4     | 38    | 0     | 3     | 58    | 7        | .304  | .371     | .429     | .800  |
| 2014       | 広島       | 114   | 416   | 353   | 43    | 95    | 16       | 3        | 8        | 141   | 41    | 7     | 8        | 17    | 2     | 39    | 0     | 5     | 57    | 14       | .269  | .348     | .399     | .748  |
| 2015       | 広島       | 96    | 332   | 283   | 24    | 67    | 15       | 1        | 6        | 102   | 27    | 2     | 2        | 10    | 2     | 36    | 0     | 1     | 49    | 6        | .237  | .323     | .360     | .683  |
| 2016       | 広島       | 7     | 12    | 9     | 1     | 0     | 0        | 0        | 0        | 0     | 0     | 0     | 0        | 0     | 0     | 3     | 0     | 0     | 0     | 2        | .000  | .250     | .000     | .250  |
| 通算：11年 | 通算：11年 | 1096  | 4317  | 3754  | 487   | 990   | 180      | 28       | 74       | 1448  | 357   | 135   | 60       | 145   | 28    | 361   | 9     | 28    | 592   | 68       | .264  | .331     | .386     | .717  |

- 各年度の太字はリーグ最高

### 年度別守備成績
| 年 度 | 球 団 | 二塁  | 二塁  | 二塁  | 二塁  | 二塁  | 二塁     | 三塁  | 三塁  | 三塁  | 三塁  | 三塁  | 三塁     | 遊撃  | 遊撃  | 遊撃  | 遊撃  | 遊撃  | 遊撃     |
| 年 度 | 球 団 | 試 合 | 刺 殺 | 補 殺 | 失 策 | 併 殺 | 守 備 率 | 試 合 | 刺 殺 | 補 殺 | 失 策 | 併 殺 | 守 備 率 | 試 合 | 刺 殺 | 補 殺 | 失 策 | 併 殺 | 守 備 率 |
| ----- | ----- | ----- | ----- | ----- | ----- | ----- | -------- | ----- | ----- | ----- | ----- | ----- | -------- | ----- | ----- | ----- | ----- | ----- | -------- |
| 2006  | 広島  | 27    | 47    | 94    | 3     | 16    | .979     | -     | -     | -     | -     | -     | -        | 99    | 138   | 333   | 12    | 62    | .975     |
| 2007  | 広島  | -     | -     | -     | -     | -     | -        | -     | -     | -     | -     | -     | -        | 135   | 231   | 439   | 13    | 103   | .981     |
| 2008  | 広島  | -     | -     | -     | -     | -     | -        | -     | -     | -     | -     | -     | -        | 92    | 127   | 281   | 11    | 48    | .974     |
| 2009  | 広島  | 3     | 4     | 15    | 1     | 3     | .950     | -     | -     | -     | -     | -     | -        | 67    | 101   | 185   | 8     | 35    | .973     |
| 2010  | 広島  | -     | -     | -     | -     | -     | -        | -     | -     | -     | -     | -     | -        | 144   | 230   | 462   | 7     | 90    | .990     |
| 2011  | 広島  | -     | -     | -     | -     | -     | -        | -     | -     | -     | -     | -     | -        | 52    | 80    | 127   | 3     | 23    | .986     |
| 2012  | 広島  | -     | -     | -     | -     | -     | -        | -     | -     | -     | -     | -     | -        | 137   | 200   | 386   | 22    | 80    | .964     |
| 2013  | 広島  | -     | -     | -     | -     | -     | -        | -     | -     | -     | -     | -     | -        | 107   | 173   | 311   | 10    | 84    | .980     |
| 2014  | 広島  | -     | -     | -     | -     | -     | -        | 63    | 34    | 76    | 1     | 6     | .991     | 60    | 67    | 147   | 2     | 33    | .991     |
| 2015  | 広島  | -     | -     | -     | -     | -     | -        | 87    | 63    | 153   | 8     | 13    | .964     | 1     | 0     | 1     | 0     | 0     | 1.000    |
| 2016  | 広島  | -     | -     | -     | -     | -     | -        | 3     | 1     | 4     | 1     | 0     | .833     | -     | -     | -     | -     | -     | -        |
| 通算  | 通算  | 30    | 51    | 109   | 4     | 19    | .976     | 153   | 98    | 233   | 10    | 19    | .971     | 894   | 1347  | 2673  | 88    | 558   | .979     |

- 各年度の太字はリーグ最高
- 太字年はゴールデングラブ賞受賞

### タイトル
- 盗塁王：1回（2010年）

### 表彰
- 新人王（2006年）
- ゴールデングラブ賞：1回（遊撃手部門：2010年）
- 月間サヨナラ賞：1回（2014年5月）

### 記録
初記録
- 初出場・初先発出場：2006年3月31日、対中日ドラゴンズ1回戦（ナゴヤドーム）、6番・二塁手で先発出場
- 初打席：同上、1回表に川上憲伸から二飛
- 初安打：同上、6回表に川上憲伸から中前安打
- 初打点：2006年4月2日、対中日ドラゴンズ3回戦（ナゴヤドーム）、8回表に平井正史から左犠飛
- 初本塁打：2006年4月27日、対読売ジャイアンツ6回戦（広島市民球場）、2回裏に桑田真澄から左中間へソロ
- 初盗塁：2006年5月18日、対西武ライオンズ2回戦（広島市民球場）、2回裏に二盗（投手：帆足和幸、捕手：野田浩輔）

節目の記録
- 1000試合出場：2015年4月5日、対中日ドラゴンズ3回戦（ナゴヤドーム）、7回表に福井優也の代打で出場 ※史上468人目

### 背番号
- 32（2006年）
- 6（2007年 - 2017年）
- 77（2021年 - ）※日本代表コーチとしても着用

### 登場曲
- 湘南乃風「睡蓮花」（2007年）
- ケツメイシ「カーニバル」（2009年）
- 清水翔太×加藤ミリヤ「FOREVER LOVE」（2010年）
- ケツメイシ「いま会いに行く」（2011年）
- lecca 「My measure」（2013年 - 2014年）
- Charice 「Louder」（2015年 - 2017年）

## 関連情報

### 出演

#### テレビ番組
ドラマ
- ドリーム☆アゲイン（2007年、日本テレビ） - 本人 役

ドキュメンタリー
- WATCH 真相に迫る「I Believe 梵英心の挑戦」（2019年10月26日、広島テレビ）

報道・情報番組
- みみよりライブ 5up!（2020年）「教えて!レジェンド」月曜（北別府学の代打）

#### ラジオ
- DO THE CARP（2006年11月3日 - 2007年3月、2007年11月 - 2008年3月、広島FM） DJ

#### CM
- カラダに万田酵素
- 創建ホーム株式会社（広島県竹原市に本社を置く、注文住宅販売会社） 2008年 - 2016年
2008年の開幕時に大竹寛・栗原健太とエキストラの子供たちと共演。

### 連載
コラム
- 梵英心の以信伝心（広島アスリートマガジン、2015年 - 2016年）
- 梵英心の 続 以信伝心（広島アスリートマガジン、2018年8月号 - 2019年11月号）

### 著書
- 梵脳 失敗したらやり直せばいい。（2019年11月2日、サンフィールド（広島アスリートマガジン編集部））ISBN 978-4908473067